# Peter Thompson
Peter Thompson (født 27. november 1942 i Carlisle, England - død december 2018) var en engelsk fodboldspiller, der spillede som midtbanespiller. Han var på klubplan tilknyttet Preston North End, Liverpool og Bolton. Længst tid tilbragte han hos Liverpool, hvor han spillede i ti sæsoner, og var med til at vinde blandt andet to engelske mesterskaber.
Thompson blev desuden noteret for 16 kampe for Englands landshold. Han repræsenterede sit land ved EM i 1968.

## Titler
Engelsk 1. division
- 1964 og 1966 med Liverpool F.C.

FA Cup
- 1965 med Liverpool F.C.

Charity Shield
- 1964, 1965 og 1966 med Liverpool F.C.